# Just for Fun (Straßentheaterfestival)

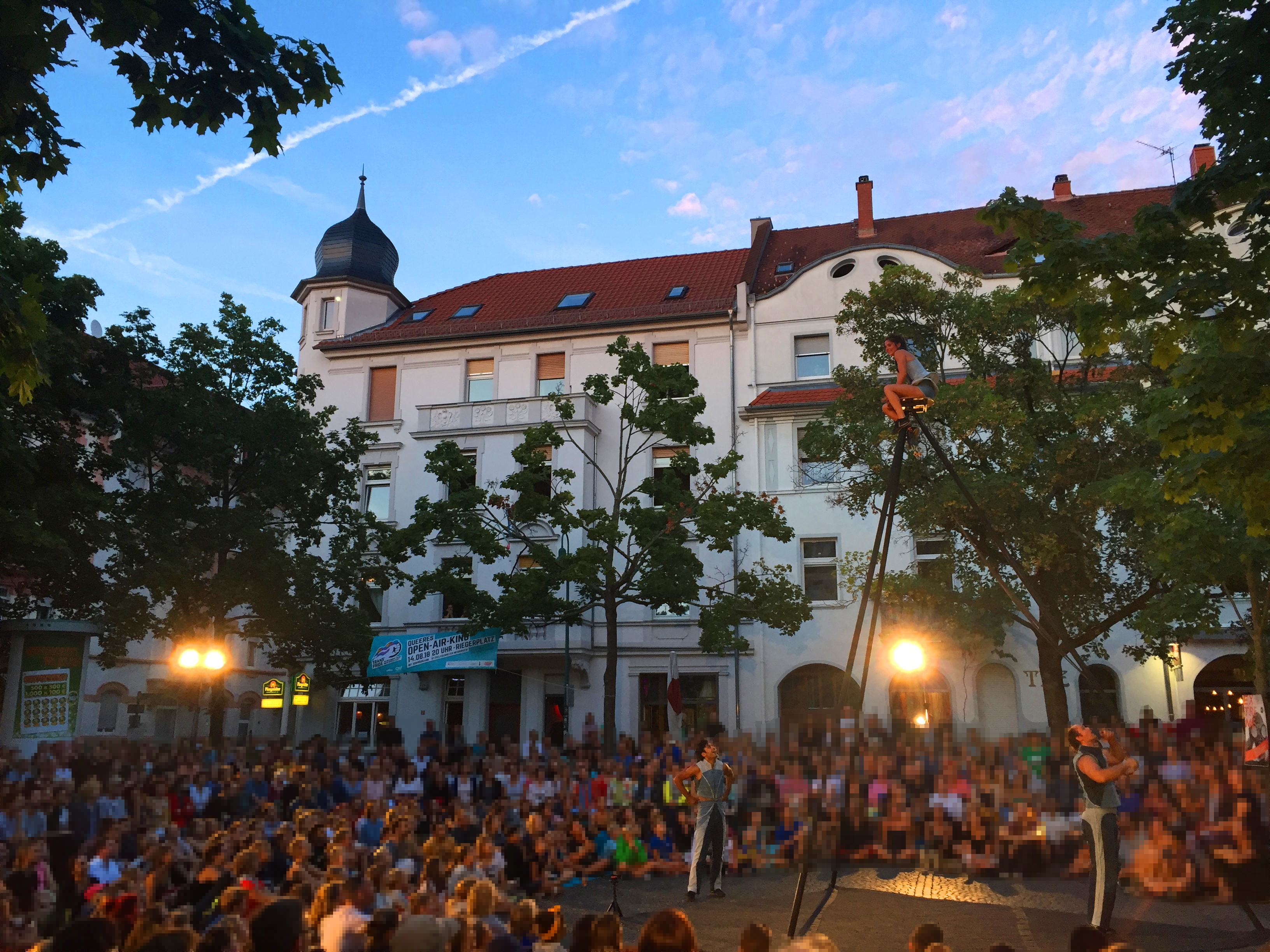
Just for Fun 2018 auf dem Riegerplatz in Darmstadt.

Just for Fun Straßentheaterfestival ist ein internationales Straßentheaterfestival in Darmstadt.

## Geschichte
Das erste Straßentheaterfestival in Darmstadt fand 1994 initiiert von Iris Daßler und Rainer Bauer statt. Seitdem besuchten über 120.000 Zuschauer die Vorstellungen von 250 Künstlern. Das Festival nutzt den öffentlichen Raum in Parks und auf Plätzen (Herrngarten, Riegerplatz, Johannesplatz, Platz vor dem Weißen Turm, Ludwigsplatz, Marktplatz) als Bühne. Es wird kein Eintrittsgeld erhoben. Pro Jahr wird das Festival an den vier Veranstaltungstagen von etwa 5000 Zuschauern besucht.
Organisiert wird das Festival vom Kw8-Werkstatt für Theater und Kultur e.V.
2018 fand das Festival zum 25. Mal vom 8. bis 11. August statt.